# Compadre
Compadre är en svensk-norsk-peruansk-finländsk dokumentärfilm från 2004, producerad och regisserad av Mikael Wiström.
Filmen skildrar den peruanska familjen Barrientos, en vanlig familj i Limas storstadsslum. Regissören Wiström hade under 30 år följt familjen och i filmen varvas arkivbilder med nyinspelat material. Filmen är också en fristående fortsättning på Wiströms dokumentärfilm Den andra stranden (1993) och fick en uppföljare i 2010 års Familia.
Compadre fotades och klipptes av Alberto Hersckovits och Wiström och premiärvisades den 23 april 2004 i Göteborg och Stockholm. Den visades även av Sveriges Television 2005 och var då nedkortad till 86 minuter (från 90 minuter).
Filmen fick första pris vid en filmfestival i Madrid 2005. Prissumman var på 12 000 euro.